# أب باريك السفلي (بربرود الشرقي)
أب باریك السفلی (بالفارسية: آب‌باریک سفلی) هي قرية تقع في إيران في قسم بربرود الشرقي الریفي. يقدر عدد سكانها بـ 286 نسمة بحسب إحصاء 2016.